# 李濬 (洪武進士)
李浚，字彦深，福建建宁府松溪县人，明朝政治人物、進士出身。

## 生平
洪武十八年，登丁丑科會試中進士，授蘭西縣知縣，為官廉潔愛民。